# نورثروب جرومان إم كيو-4 سي تريتون
نورثروب غرومان إم كيو-4 سي تريتون (بالإنجليزية: Northrop Grumman MQ-4C Triton)‏ هي طائرة مسيرة أمريكية تحلق على ارتفاعات عالية وتبقى في الجو لمدة طويلة، تطورها بحرية الولايات المتحدة لتكون طائرة استطلاع. وبالاشتراك مع محطة التحكم الأرضي الخاصة بالطائرة تعد نظام طائرة مسيرة. طُورت الطائرة في إطار برنامج المراقبة البحرية للمناطق الواسعة Broad Area Maritime Surveillance، ويفترض بالنظام تقديم إمكانية المراقبة الحية والقيام بمهام المراقبة والاستطلاع فوق المحيطات الواسعة والمناطق الساحلية، كذلك توفير المراقبة البحرية المستمرة والمساهمة بعمليات البحث والإنقاذ والتكامل مع طائرة بوينج بي-8 بوسيدون في مهمات المراقبة البحرية. وإم كيو-4 سي تريتون مبنية في بعض عناصرها على آر كيو-4 جلوبال هوك؛ مضاف إليها تعديلات من بينها تعزيز تدريع الهيكل ونظام لمنع التثلج ونظام لتفادي الصواعق. وتتيح هذه التعديلات للطائرة إمكانية النزول خلال طبقات السُحب للحصول على رؤية أفضل للسفن والأهداف الأخرى في البحر عند الحاجة. وتتيح المستشعرات المجهزة بها الطائرة تتبع السفن وتحديد سرعتها وفئتها وموقعها. ويمكن للطائرة أيضًا حمل صواريخ جو-أرض.
كان كشف الطائرة في 2012، وأول تحليق في 2013 وأول مشاركة لها في العمليات في 2018.

## المشغلون
الولايات المتحدة
- بحرية الولايات المتحدة

- سرب الدورية المسيرة رقم 19، محطة الجو التابعة للبحرية في جاكسونفيل، فلوريدا

 أستراليا القوات الجوية الملكية الأسترالية (تحت الطلب)
 ألمانيا القوات الجوية الألمانية (تحت الطلب)

## استشهادات
1. 1 2 3  وصلة مرجع: https://www.navair.navy.mil/product/MQ-4C.
2. 1 2 3 4 5 6 7 8  وصلة مرجع: http://www.navair.navy.mil/index.cfm?fuseaction=home.displayPlatform&key=F685F52A-DAB8-43F4-B604-47425A4166F1. مسار الأرشيف: https://web.archive.org/web/20150626120055/http://www.navair.navy.mil/index.cfm?fuseaction=home.displayPlatform&key=F685F52A-DAB8-43F4-B604-47425A4166F1.
3. 1 2  وصلة مرجع: https://www.navyrecognition.com/index.php/news/defence-news/2018/june-2018-navy-naval-defense-news/6260-mq-4c-triton-high-altitude-long-endurance-uas-joins-u-s-navy-fleet.html.
4. ↑  وصلة مرجع: https://www.ainonline.com/aviation-news/2013-05-22/us-navys-mq-4c-triton-achieves-first-flight.
5. 1 2  وصلة مرجع: http://www.fi-aeroweb.com/Defense/RQ-4-Global-Hawk.html.
6. 1 2  وصلة مرجع: https://www.thedrive.com/the-war-zone/21779/australia-seals-deal-to-buy-mq-4c-drones-as-military-competition-in-the-pacific-heats-up.
7. ↑  "مزايا وقدرات الطائرة التي أسقطتها إيران". الحرة. 20 يونيو 2019. مؤرشف من الأصل في 2019-06-21. اطلع عليه بتاريخ 2019-06-20.
8. ↑  "زيادة كبيرة في ميزانية الدفاع في استراليا لمواجهة "رهانات كبرى"". swissinfo. 25 فبراير 2016. مؤرشف من الأصل في 2019-06-20. اطلع عليه بتاريخ 2019-06-20.
9. ↑  "إصرار ألماني على "الدرونز" الإسرائيلية". سكاي نيوز عربية. 15 مايو 2018. مؤرشف من الأصل في 2018-05-15. اطلع عليه بتاريخ 2019-06-20.